# Marek Hrabáč
Marek Hrabáč (* 1. března 1973 Chomutov) je český politik, v letech 2016 až 2024 zastupitel Ústeckého kraje (v letech 2020 až 2024 navíc radní kraje), v letech 2016 až 2024 primátor města Chomutov (předtím v letech 2015 až 2016 první náměstek primátora), bývalý člen hnutí ANO 2011.

## Život
Vystudoval právnickou fakultu v Plzni. Pracoval jako ředitel obchodních domů, hypermarketů, naposledy působil v opravárenství automobilů.
Marek Hrabáč žije v Chomutově. Zajímá se o výpočetní a telekomunikační techniku, rád čte a cestuje. Dalšími jeho zálibami jsou plavání, potápění, cyklistika a automotosport.

## Politické působení
Od roku 2014 je členem hnutí ANO 2011. V komunálních volbách v roce 2014 i v opakovaných volbách v roce 2015 vedl kandidátku hnutí ve městě Chomutov, v obou případech byl zvolen zastupitelem. Na začátku března 2015 se navíc stal 1. náměstkem primátora. Dne 12. prosince 2016 byl ze své funkce odvolán primátor Daniel Černý a o dva dny později byl novým primátorem města Chomutova zvolen právě Hrabáč.
V krajských volbách v roce 2016 byl za hnutí ANO 2011 zvolen zastupitelem Ústeckého kraje. V komunálních volbách v roce 2018 byl z pozice člena hnutí ANO 2011 lídrem kandidátky tohoto hnutí do Zastupitelstva města Chomutov, mandát zastupitele se mu podařilo obhájit. Koalici následně vytvořily vítězné hnutí ANO 2011, třetí hnutí NOVÝ SEVER a čtvrtá KSČM. Dne 21. listopadu 2018 byl opět zvolen primátorem města Chomutov.
V krajských volbách v roce 2020 obhájil za hnutí ANO 2011 post zastupitele Ústeckého kraje. Dne 16. listopadu 2020 se navíc stal radním Ústeckého kraje pro dopravu.
V komunálních volbách v roce 2022 obhájil z pozice lídra kandidátky hnutí ANO mandát chomutovského zastupitele. Na konci října 2022 byl opět zvolen primátorem města, když vítězné hnutí ANO uzavřelo koalici s hnutím NOVÝ SEVER (NS).

### Kauza se zakázkami
Dne 6. srpna 2024 jej a dalších více než 10 lidí zadržela Policie ČR při zásahu kvůli podezření na manipulaci v zadávání veřejných zakázek. Zadržení byli z Ústeckého, Karlovarského, Středočeského a Moravskoslezského kraje. Policejní zásah se týkal i daňové trestné činnosti a podezření z korupce. Předseda hnutí ANO Andrej Babiš následně uvedl, že pokud bude Hrabáč obviněn, protože se ve funkci měl dopustit něčeho protizákonného, hnutí se s tím vypořádá okamžitě a rázně.
O den později bylo oznámeno, že je Hrabáč obviněný z přijetí úplatku, zjednání výhody při zadání veřejné zakázky, zkrácení daně a ze zneužití pravomoci úřední osoby, za což mu hrozí až dvanáctiletý trest. Hnutí ANO jej následně vyškrtlo z kandidátní listiny pro krajské volby v září 2024, kde figuroval jako lídr kandidátky v Ústeckém kraji a tudíž kandidát na post hejtmana kraje. Ústecké krajské předsednictvo ANO jej navrhlo vyloučit z hnutí, což potvrdilo předsednictvo hnutí ANO 13. srpna 2024.
Rada Ústeckého kraje ho od 7. srpna 2024 zbavila pravomocí radního pro oblast dopravy. Zůstal tak pouze krajským radním bez pravomocí, odvolat jej může jen zastupitelstvo. Dne 23. srpna 2024 jej chomutovští zastupitelé jednohlasně odvolali z pozice primátora města a 9. září 2024 mělo krajské zastupitelstvo hlasovat o jeho odvolání z pozice radního. Obviněný Hrabáč se však dopisem z vazby mandátu k 29. srpnu 2024 vzdal.